# Södermalms saluhall

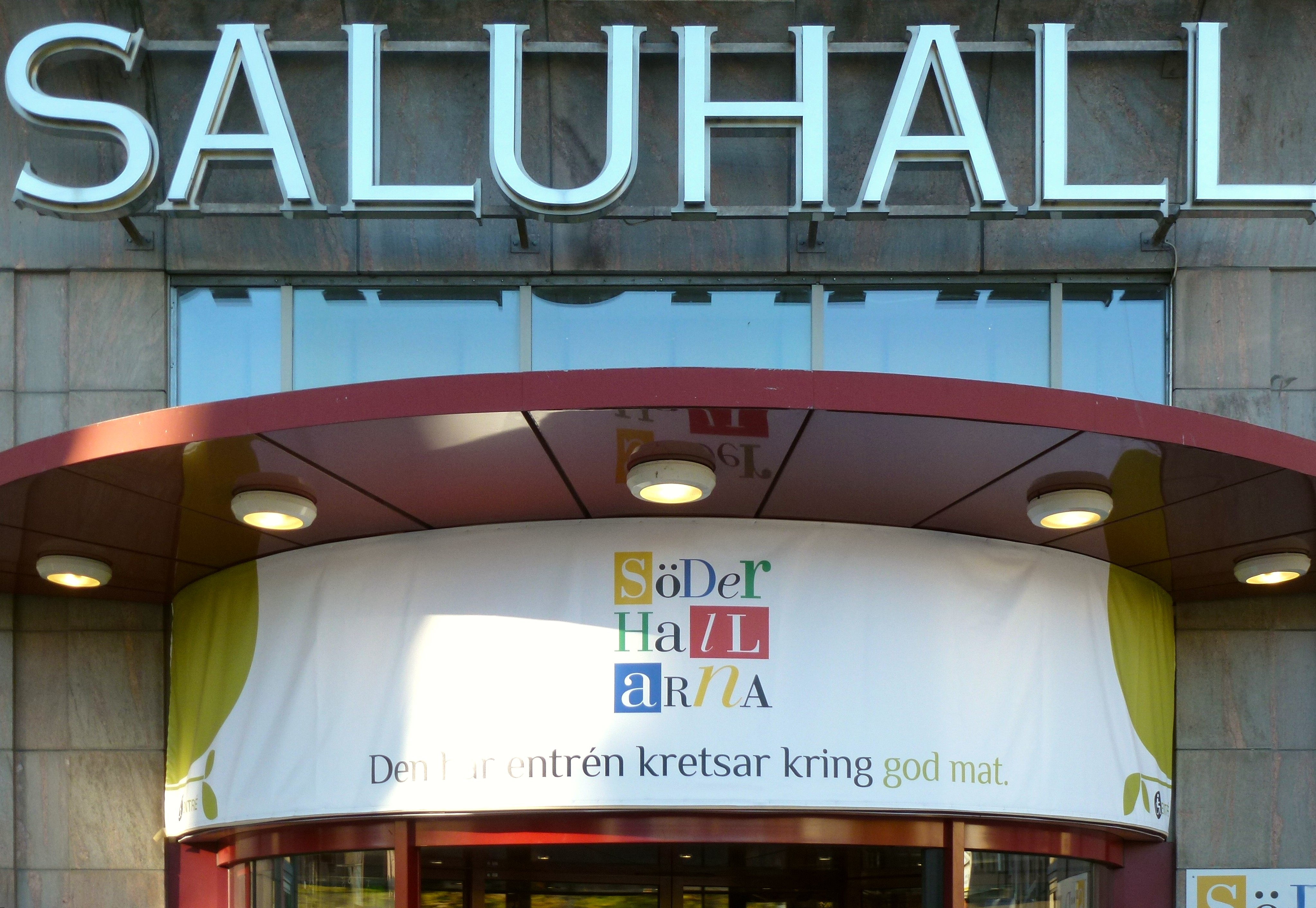
Saluhallens entré från Medborgarplatsen

Södermalms saluhall eller Söderhallarna är en saluhall vid Medborgarplatsen på Södermalm i centrala Stockholm.

## Historik

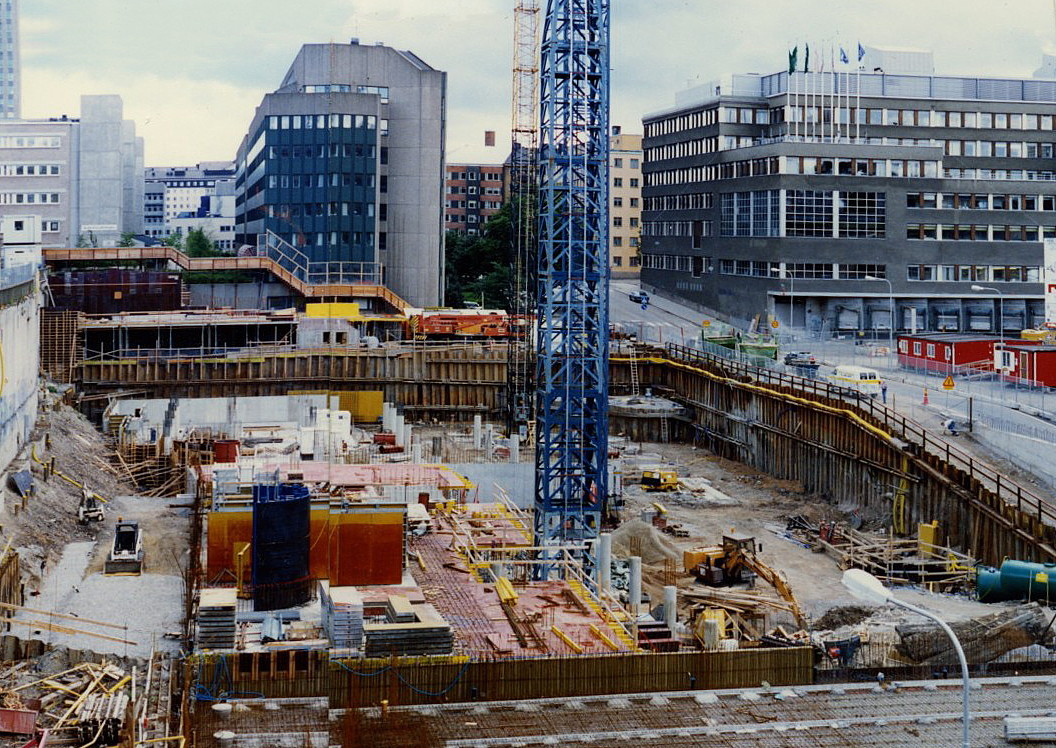
Grundläggningsarbetena för Söderhallen, 1989-90. I bakgrunden till höger syns KF:s centrallager.

Södermalms saluhall invigdes den 25 september 1992. Huset är ritat av arkitekt Bo Kjessel. Byggnaden består av två huskroppar med skilda yttre utseenden. Saluhallsbyggnadens fasad är klädd i glas, medan Björkhallshuset har en gul sandstensfasad. Huskropparna är sammanlänkade av en glasad huvudentré i flera plan. I Björkhallshuset finns en väderskyddad innergård med sittplatser i flera plan och utanpåliggande hissar. Väggarna är klädda med björkpaneler, därav namnet.
Även Saluhallsbyggnaden har en klimatskyddad innergård med "gallerior" runtom. På gatuplanet med direkt entré från Medborgarplatsen finns själva saluhandeln med ett antal mindre företag.
I undre våningsplanen har SF:s Filmstaden Söder sina lokaler med tio salonger och 1108 platser. Högre upp i huset befinner sig diverse kontorslokaler.
Saluhallarna ägs av Atrium-Ljungberggruppen AB.
I slutet av 2023 lämnade de sista butikerna lokalen inför en renovering.

## Interiörbilder

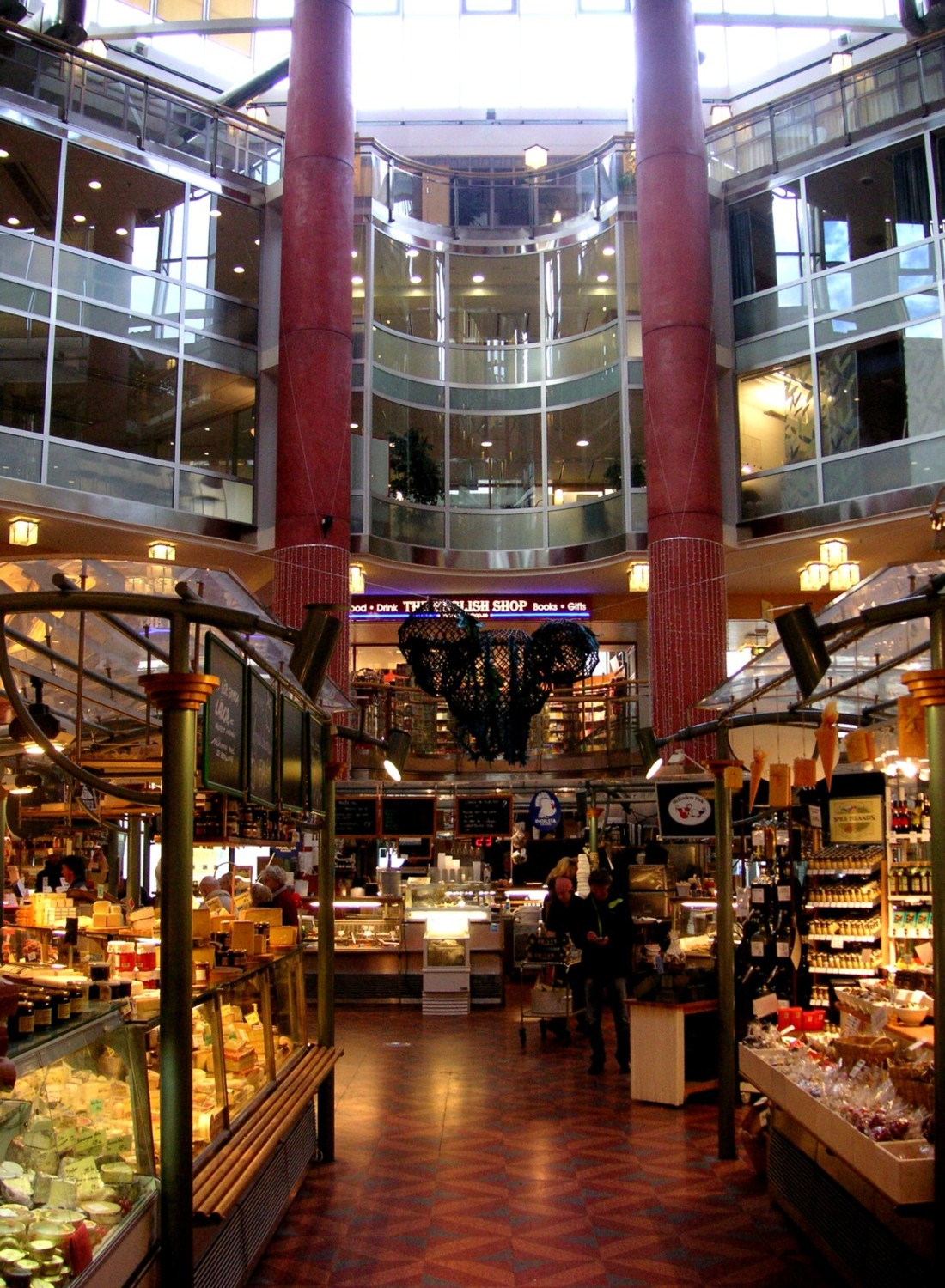
Saluhallens innergård
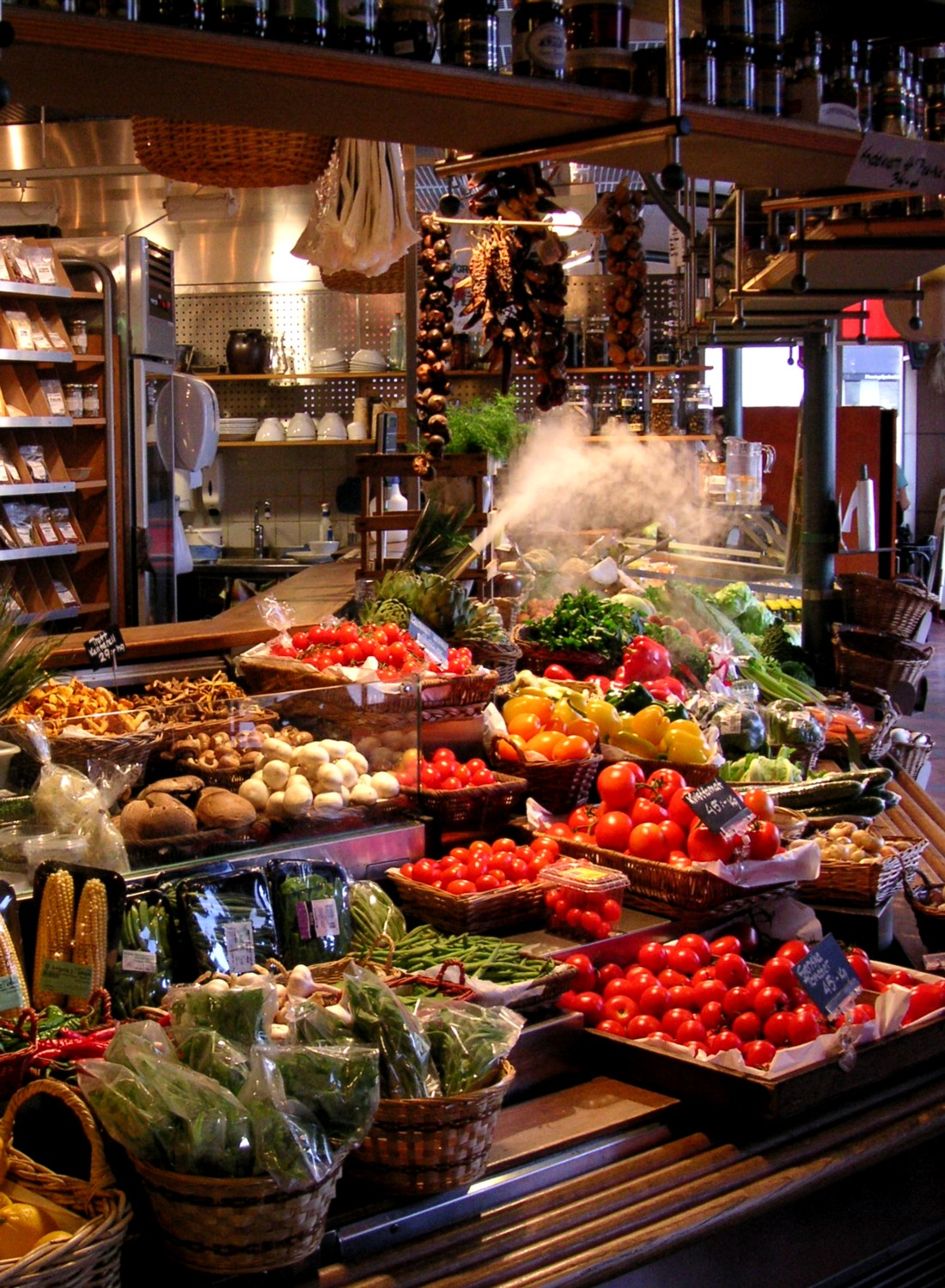
Saluhandel
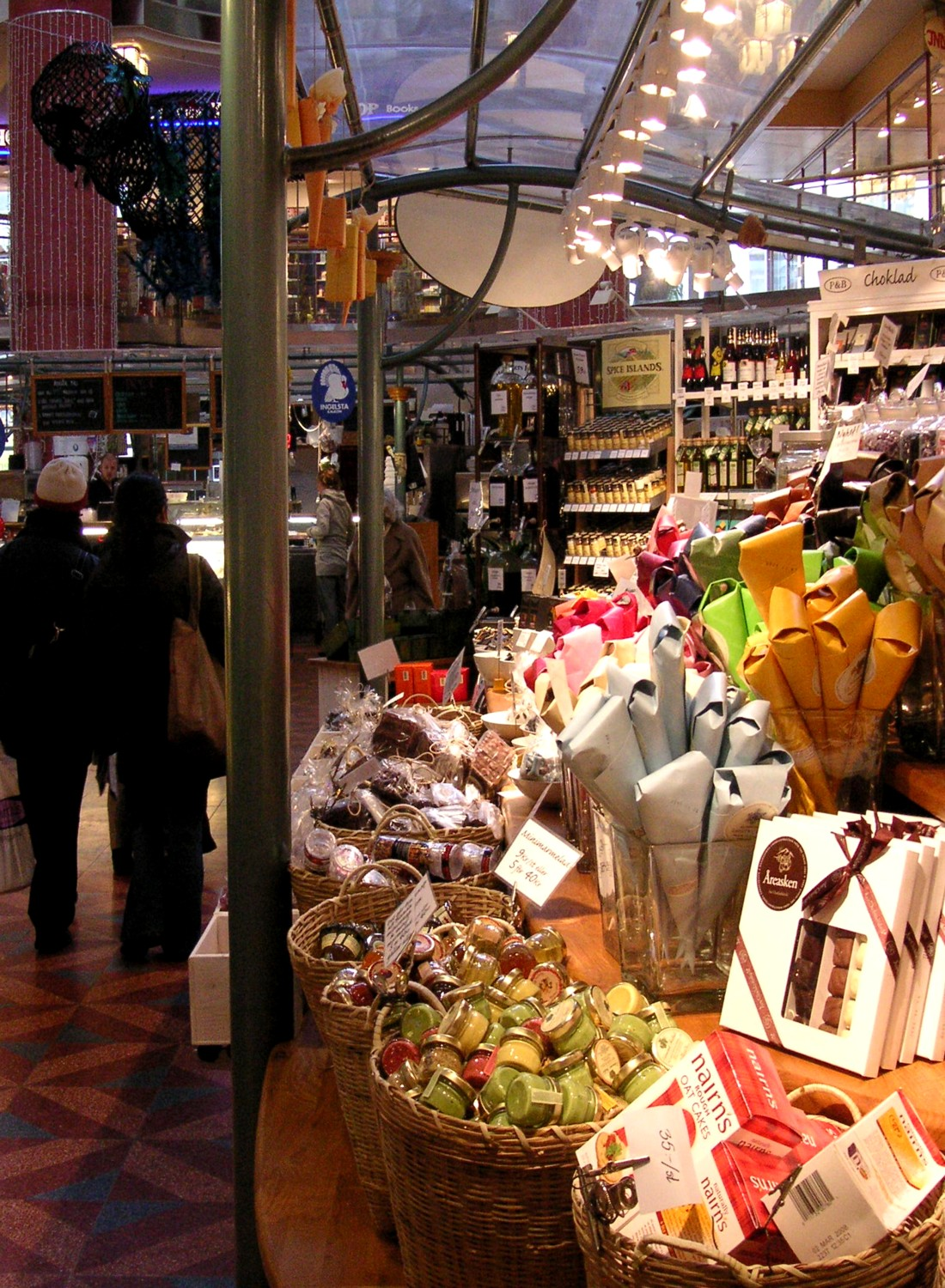
Saluhandel
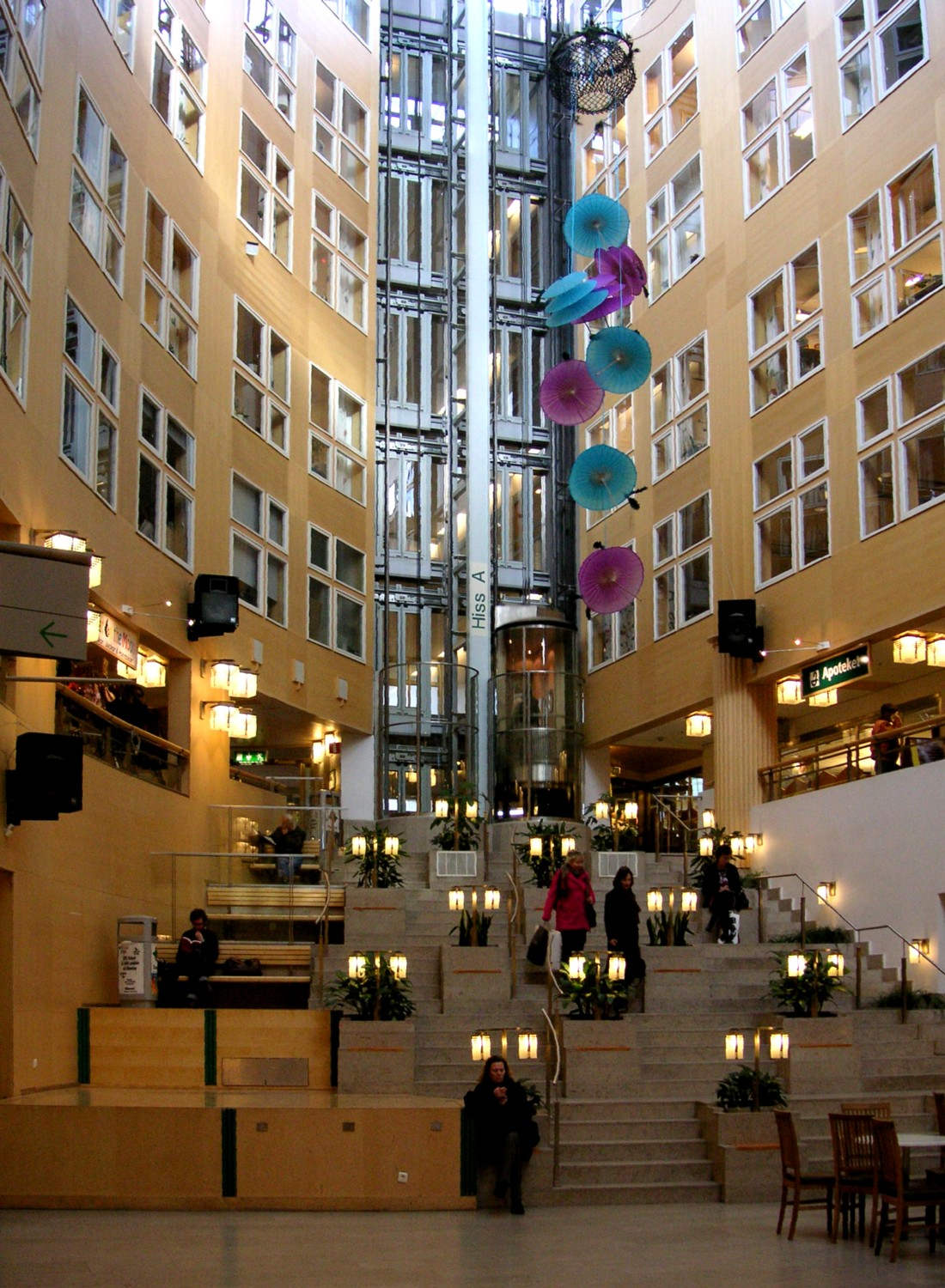
Björkhallshusets innergård